# Trattato di Costanza (1153)

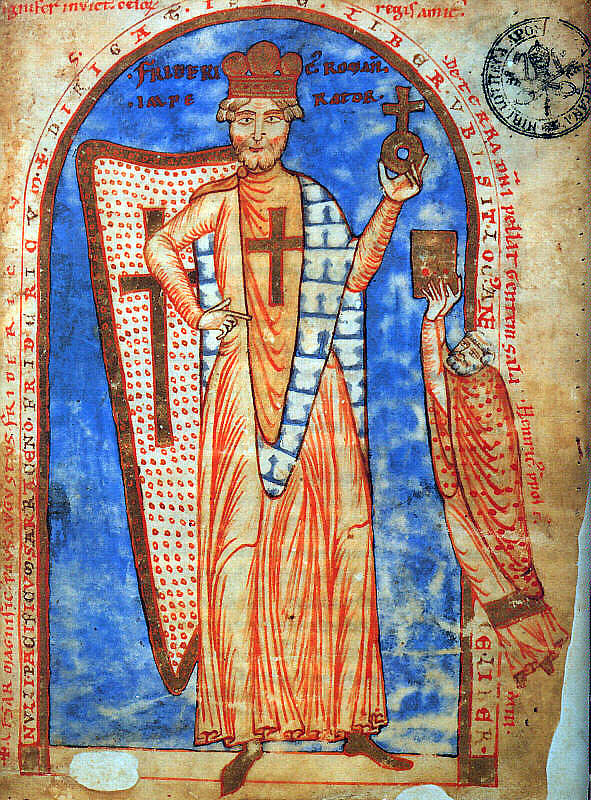
Federico Barbarossa

Il trattato di Costanza fu siglato tra papa Eugenio III e Federico Barbarossa. Prende il nome dalla città di Costanza sull'omonimo lago, dove Federico giurò il 23 marzo 1153.
Dopo l'elezione di Federico a re dei Romani, iniziarono i negoziati tra la corte regia e la Curia romana per determinare le condizioni di un'incoronazione imperiale. Il risultato fu il trattato di Costanza.

## Contesto
Due documenti in particolare forniscono informazioni sul trattato di Costanza: la bozza finale redatta dai negoziatori di Federico I ed Eugenio III e la ratifica da parte del re. Entrambe le fonti non sono più conservate in originale e non è stato chiarito con certezza quando si svolsero esattamente le trattative. La redazione finale fa parte delle raccolte di lettere di Wibaldo di Stavelot. Esistono diverse copie della ratifica del re.
L'accordo dei negoziatori ebbe luogo a Roma nel dicembre 1152 o nel gennaio 1153 (DF. I. 51). Fu adottato alla lettera nella conferma di Federico Barbarossa (DF. I. 52). Colpisce l'uso del titolo imperiale Imperator nella intitulatio. Questo potrebbe essere collegato alla partecipazione di Wibaldo alla redazione del documento. I testi sono sopravvissuti solo in copia: l'atto negoziale nell'epistolario di Wibaldo, l'atto vero e proprio del trattato in Albinus, nel Liber Censuum del cardinale Cencio Savelli (Cencius) e nelle copie dei più importanti privilegi della Chiesa romana create durante concilio di Lione nel 1245 (Rouleaux de Cluny).
I negoziatori di Federico furono i vescovi Anselmo di Havelberg e Ermanno di Costanza, il conte Ulrico IV di Lenzburg e due rappresentanti della nobiltà italiana settentrionale. Il papa e i cardinali dichiararono il loro accordo in presenza dei negoziatori, e un alto ministeriale imperiale giurò l'accordo in nome del re, come previsto dal trattato.
Testimoni del documento di ratifica furono, oltre ai negoziatori tedeschi, l'arcivescovo Arnoldo di Colonia, il vescovo di Como Ardizzone I, il vescovo Coira Adalgotto, il già citato abate Wibaldo di Stavelot e il cappellano Goffredo da Viterbo. Tra i principi laici figurano il duca Guelfo I di Toscana, il margravio Ermanno III di Baden, il conte Guarniero di Lenzburg e il ministeriale e tesoriere Anselmo.
Questo trattato avrebbe costituito la base della politica degli anni successivi, anche se venne stipulato dalle due parti contraenti solo a vita. Questo trattato, tuttavia, non entrò mai in vigore, poiché Federico Barbarossa si fece incoronare imperatore nella basilica di San Pietro il 18 giugno 1155 senza il consenso di papa Adriano IV. Egli si giustificò con il fatto che la corona reale dei Romani possedeva la corona imperiale per via ereditaria e quindi non mantenne le promesse fatte a papa Eugenio III, che nel frattempo era già morto.

## Contenuti
Nel trattato, il re Federico promise di sottomettere il Comune romano ribelle, di restituire la città al dominio del papa e di non fare pace con i Romani o i Normanni in Sicilia senza l'approvazione papale, di ripristinare e assicurare al papa il dominio sulla Chiesa romana e di opporsi alle rivendicazioni bizantine in Italia. Affinché papa Eugenio III lo sostenesse come re, Federico I avrebbe dovuto soddisfare diverse condizioni.
Una di queste condizioni, oltre a ripristinare i diritti di sovranità del papa a Roma, richiedeva che la Chiesa romana riacquistasse i suoi diritti nell'Impero bizantino e che l'Imperatore bizantino fosse espulso dall'Italia. Queste richieste erano problematiche a causa del desiderio dello Staufer di riscuotere ancora una volta le tasse delle ricche città nell'Italia settentrionale e di rivendicarle a sé.
Nell'ambito dei negoziati per il trattato, Federico I ottenne anche che il papa rimuovesse l'arcivescovo di Magonza Enrico I, il vescovo di Minden Enrico, il vescovo di Hildesheim Bernardo e il vescovo di Eichstätt Burcardo di Memlem, vicini alla fazione Welfen, a lui ostile, a favore di titolari alle suddette cariche a lui più graditi. Inoltre, il matrimonio di Barbarossa con Adela di Vohburg fu annullato. Poiché anche la doppia elezione di Magdeburgo si risolse poco dopo nell'interesse di Federico, nulla più si oppose al suo viaggio a Roma da parte papale.

### La promessa del re al papa
1. Non ci sarà pace senza il consenso del papa tra il re ei Romani e con Ruggero II di Sicilia. Inoltre, Federico deve contribuire a sottomettere i romani al papa.
2. Federico, in quanto patrono della Santa Romana Chiesa, deve proteggere le insegne di San Pietro[non chiaro] e aiutare a recuperare le regalie[non chiaro] e a proteggere ciò che viene recuperato.
3. Non deve cedere al re greco (Manuele I Comneno, imperatore di Bisanzio dal 1143 al 1180) nessuna terra al di qua dell'Adriatico.
4. Deve fare tutto questo senza malizia o intenzioni malvagie.

### La promessa del papa al re
1. Incoronerà Federico come imperatore non appena avrà raggiunto il pieno potere della corona, senza opposizione o contraddizioni.
2. In conformità al suo ufficio, il Papa contribuirà alla conservazione, all'incremento e all'estensione dell'honor imperii. Se qualcuno si oppone all'honor, lo ammonirà e infine lo condannerà e lo scomunicherà.
3. Non darà al re greco alcuna terra al di qua dell'Adriatico.
4. Tutto questo deve essere osservato senza malizia o intenti malvagi e può essere modificato solo con l'accordo di entrambe le parti.

## Analisi
Nella versione finale, vennero corrette alcune parole. Si può quindi presumere che gli uomini della cancelleria di Federico I prestassero la massima attenzione a ogni formulazione della base scritta dei negoziati del trattato. Ciò non appare sorprendente per la grande importanza del trattato per la politica regia, dal momento che le norme non si riferivano solo all'Italia, ma comprendevano anche accordi con Bisanzio. Le correzioni ottennero un rafforzamento della posizione regia nel trattato di Costanza. Tuttavia, Zatschek sostiene che, nonostante le modifiche apportate alla bozza finale, Eugenio III fu in grado di trarre molti più vantaggi dal trattato di Costanza. A causa della diversa durata degli accordi tra re e papa, si può leggere infatti un valore diverso: mentre papa Eugenio III si impegnava solo con Federico I, gli accordi per Federico I si applicavano all'ufficio papale, facendo sì che Federico I continuasse ad avere degli obblighi nei confronti del papa anche dopo la morte di Eugenio, ma il pontefice era libero dai suoi obblighi in caso di un cambio al trono dei Romani. Limitando le disposizioni del trattato di Costanza alla persona di Federico I e svincolando il successore di Eugenio dal trattato, la Curia ottenne un successo che può essere paragonato al concordato di Worms. Inoltre, gli obblighi del re possono essere considerati complessivamente vincolanti e inequivocabili, mentre quelli della Curia sono piuttosto vaghi ed elastici nella loro interpretazione per il papato.